# تنظير قاع العين

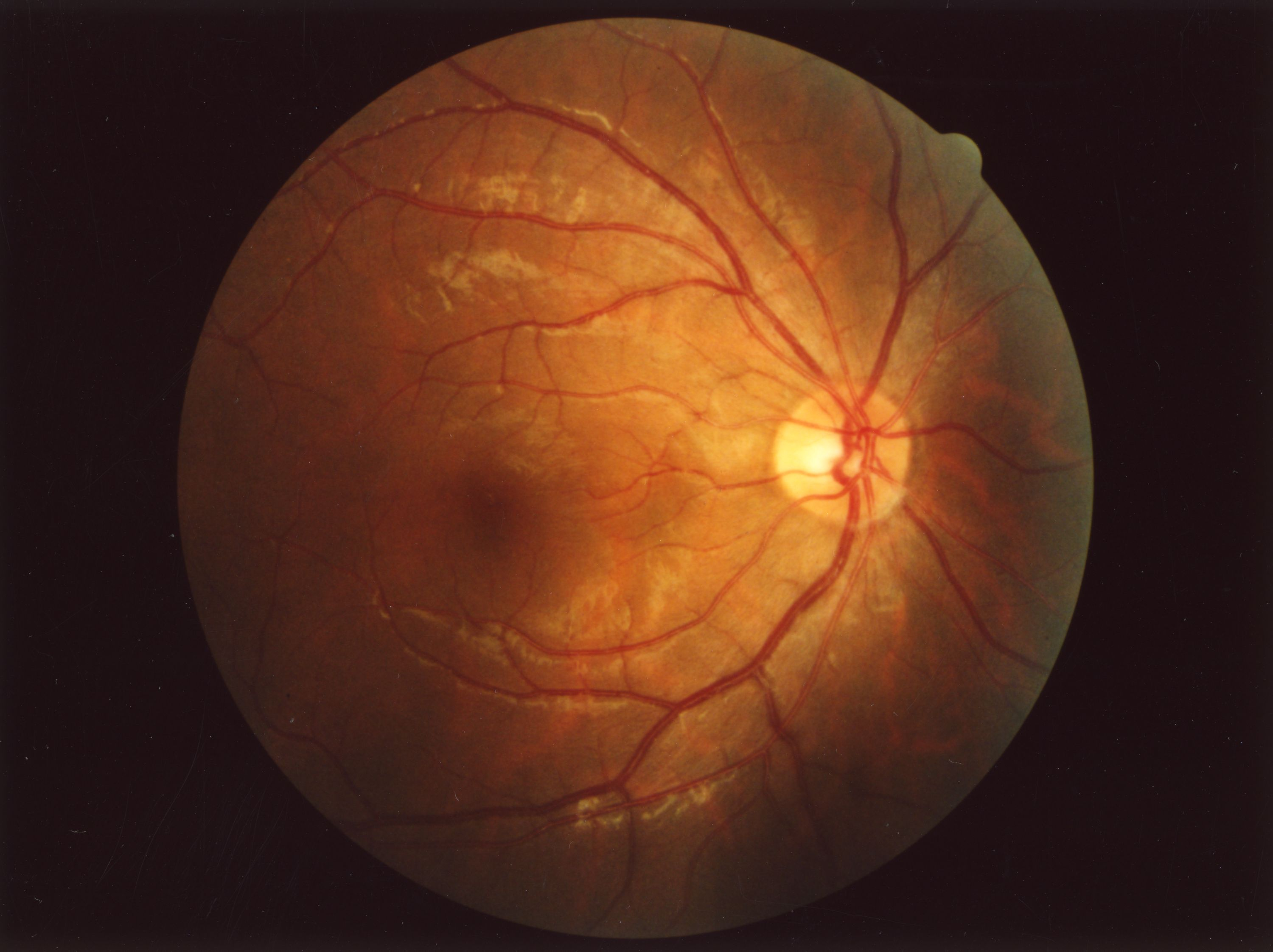
صورة لقاع العين في إنسان طبيعي

تنظير قاع العين (بالإنجليزية: Ophthalmoscopy)‏ أو (fundoscopy)، هو فحص طبي يتيح رؤية قاع العين وأجزء أخرى من العين من الداخل باستخدام منظار قاع العين. يجرى كجزء من فحوص العين وقد يجرى أثناء الفحص الطبي الروتيني. وهو ضروري للاطمئنان على شبكية العين والجسم الزجاجي.

## أنواعه
ويمكن إجراء تنظير قاع العين بطريقة من اثنتين هما:
- التنظير المباشر (بالإنجليزية: Direct ophthalmoscopy)‏، وتنتج عنه صورة معتدلة ومكبرة حتى 15 ضعفاً.
- التنظير غير المباشر (بالإنجليزية: Indirect ophthalmoscopy )‏، وتنتج عنه صورة مقلوبة تكبيرها ضعفان إلى خمسة أضعاف.

منظار العين المباشر هو أداة بحجم مصباح يدوي صغير (الشعلة) مع عدسات عديدة يمكن أن تكبّر لغاية 15 مرة. هذا النوع من المناظير يستخدم بشكل شائع أثناء الفحص الروتيني.
منظار العين غير المباشر يشكّل ضوء يعلّق على عقال بالإضافة إلى عدسة صغيرة محمولة. توفّر نظرة أوسع لداخل العين كما أنها تتيح أفضل عرض لقاع العين.